# Giải vô địch bóng đá châu Âu 2012 (vòng loại bảng B)
Dưới đây là kết quả các trận đấu trong khuôn khổ bảng B - vòng loại giải vô địch bóng đá châu Âu 2012. 6 đội bóng châu Âu bao gồm Ireland, Slovakia, Nga, Armenia, Macedonia và Andorra thi đấu trong hai năm 2010 và 2011, theo thể thức lượt đi-lượt về, vòng tròn tính điểm, lấy hai đội đầu bảng tham gia vòng chung kết.

## Bảng xếp hạng
| Đội tuyển        | St | T | H | B  | Bt | Bb | Hs  | Điểm |
| ---------------- | -- | - | - | -- | -- | -- | --- | ---- |
| Nga              | 10 | 7 | 2 | 1  | 17 | 4  | +13 | 23   |
| Cộng hòa Ireland | 10 | 6 | 3 | 1  | 15 | 7  | +8  | 21   |
| Armenia          | 10 | 5 | 2 | 3  | 22 | 10 | +12 | 17   |
| Slovakia         | 10 | 4 | 3 | 3  | 7  | 10 | −3  | 15   |
| Bắc Macedonia    | 10 | 2 | 2 | 6  | 8  | 14 | −6  | 8    |
| Andorra          | 10 | 0 | 0 | 10 | 1  | 25 | −24 | 0    |

## Kết quả và lịch thi đấu
Một cuộc họp đã diễn ra tại Moskva, Nga ngày 15 và 16 tháng 3 năm 2010 để xác định lịch thi đấu của bảng B. Tuy nhiên cuộc họp này đã không đem lại kết quả cuối cùng nên lịch thi đấu sau cùng đã được quyết định bằng một cuộc bốc thăm ngẫu nhiên tại Tel Aviv, Israel ngày 25 tháng 3.
| Armenia | 0–1      | Cộng hòa Ireland |
| ------- | -------- | ---------------- |
|         | Chi tiết | Fahey 76'        |

| Andorra | 0–2      | Nga                         |
| ------- | -------- | --------------------------- |
|         | Chi tiết | Pogrebnyak 14', 64' (ph.đ.) |

| Slovakia      | 1–0    | Bắc Macedonia |
| ------------- | ------ | ------------- |
| Hološko 90+1' | Report |               |

| Nga | 0–1      | Slovakia  |
| --- | -------- | --------- |
|     | Chi tiết | Stoch 27' |

| Bắc Macedonia                          | 2–2      | Armenia                           |
| -------------------------------------- | -------- | --------------------------------- |
| Gjurovski 42' · Naumoski 90+6' (ph.đ.) | Chi tiết | Movsisyan 41' · Manucharyan 90+1' |

| Cộng hòa Ireland                    | 3–1      | Andorra      |
| ----------------------------------- | -------- | ------------ |
| Kilbane 15' · Doyle 41' · Keane 54' | Chi tiết | Martínez 45' |

| Armenia                                        | 3–1      | Slovakia  |
| ---------------------------------------------- | -------- | --------- |
| Movsisyan 23' · Ghazaryan 50' · Mkhitaryan 89' | Chi tiết | Weiss 37' |

| Andorra | 0–2      | Bắc Macedonia            |
| ------- | -------- | ------------------------ |
|         | Chi tiết | Naumoski 42' · Šikov 60' |

| Cộng hòa Ireland             | 2–3      | Nga                                        |
| ---------------------------- | -------- | ------------------------------------------ |
| Keane 72' (ph.đ.) · Long 78' | Chi tiết | Kerzhakov 11' · Dzagoev 29' · Shirokov 50' |

| Armenia                                                      | 4-0      | Andorra |
| ------------------------------------------------------------ | -------- | ------- |
| Ghazaryan 4' · Mkhitaryan 16' · Movsisyan 33' · Pizzelli 52' | Chi tiết |         |

| Bắc Macedonia | 0–1      | Nga          |
| ------------- | -------- | ------------ |
|               | Chi tiết | Kerzhakov 8' |

| Slovakia   | 1–1      | Cộng hòa Ireland |
| ---------- | -------- | ---------------- |
| Ďurica 36' | Chi tiết | S. St Ledger 16' |

| Armenia | 0–0      | Nga |
| ------- | -------- | --- |
|         | Chi tiết |     |

| Andorra | 0–1      | Slovakia |
| ------- | -------- | -------- |
|         | Chi tiết | Šebo 21' |

| Cộng hòa Ireland       | 2–1      | Bắc Macedonia  |
| ---------------------- | -------- | -------------- |
| McGeady 2' · Keane 21' | Chi tiết | Tričkovski 45' |

| Nga                                | 3–1      | Armenia      |
| ---------------------------------- | -------- | ------------ |
| Pavlyuchenko 26', 59', 73' (ph.đ.) | Chi tiết | Pizzelli 25' |

| Slovakia   | 1–0      | Andorra |
| ---------- | -------- | ------- |
| Karhan 63' | Chi tiết |         |

| Bắc Macedonia | 0–2      | Cộng hòa Ireland |
| ------------- | -------- | ---------------- |
|               | Chi tiết | Keane 7', 37'    |

| Andorra | 0–3      | Armenia                                                 |
| ------- | -------- | ------------------------------------------------------- |
|         | Chi tiết | Pizzelli 34' · Ghazaryan 75' · Mkhitaryan 90+2' (ph.đ.) |

| Nga         | 1–0      | Bắc Macedonia |
| ----------- | -------- | ------------- |
| Semshov 41' | Chi tiết |               |

| Cộng hòa Ireland | 0–0      | Slovakia |
| ---------------- | -------- | -------- |
|                  | Chi tiết |          |

| Nga | 0–0      | Cộng hòa Ireland |
| --- | -------- | ---------------- |
|     | Chi tiết |                  |

| Bắc Macedonia | 1–0      | Andorra |
| ------------- | -------- | ------- |
| Ivanovski 59' | Chi tiết |         |

| Slovakia | 0–4      | Armenia                                                         |
| -------- | -------- | --------------------------------------------------------------- |
|          | Chi tiết | Movsisyan 57' · Mkhitaryan 70' · Ghazaryan 80' · Sarkisov 90+1' |

| Armenia                                                        | 4–1      | Bắc Macedonia |
| -------------------------------------------------------------- | -------- | ------------- |
| Pizzelli 28' · Mkhitaryan 34' · Ghazaryan 69' · Sarkisov 90+1' | Chi tiết | Šikov 86'     |

| Slovakia | 0–1      | Nga         |
| -------- | -------- | ----------- |
|          | Chi tiết | Dzagoev 71' |

| Andorra | 0–2      | Cộng hòa Ireland       |
| ------- | -------- | ---------------------- |
|         | Chi tiết | Doyle 7' · McGeady 20' |

| Nga                                                                                      | 6–0      | Andorra |
| ---------------------------------------------------------------------------------------- | -------- | ------- |
| Dzagoev 5', 44' · Ignashevich 26' · Pavlyuchenko 30' · Glushakov 59' · Bilyaletdinov 78' | Chi tiết |         |

| Cộng hòa Ireland                     | 2–1      | Armenia        |
| ------------------------------------ | -------- | -------------- |
| V. Aleksanyan 43' (l.n.) · Dunne 59' | Chi tiết | Mkhitaryan 62' |

| Bắc Macedonia | 1–1      | Slovakia    |
| ------------- | -------- | ----------- |
| Noveski 80'   | Chi tiết | Piroska 54' |

## Danh sách cầu thủ ghi bàn
6 bàn
- Henrikh Mkhitaryan

5 bàn
| - Gevorg Ghazaryan | - Robbie Keane |  |

4 bàn
| - Yura Movsisyan - Marcos Pizzelli | - Alan Dzagoev | - Roman Pavlyuchenko |

2 bàn
| - Artur Sarkisov - Ilčo Naumoski - Vanče Šikov | - Kevin Doyle - Aiden McGeady | - Aleksandr Kerzhakov - Pavel Pogrebnyak |

1 bàn
| - Cristian Martínez - Edgar Manucharyan - Mario Gjurovski - Mirko Ivanovski - Nikolče Noveski - Ivan Tričkovski - Richard Dunne - Keith Fahey | - Kevin Kilbane - Shane Long - Sean St Ledger - Diniyar Bilyaletdinov - Denis Glushakov - Sergei Ignashevich - Igor Semshov - Roman Shirokov | - Ján Ďurica - Filip Hološko - Miroslav Karhan - Juraj Piroska - Filip Šebo - Miroslav Stoch - Vladimír Weiss |

Phản lưới nhà
- Valeri Aleksanyan (trong trận gặp Cộng hòa Ireland)